# Pivní a vinařská turistika v Česku
Pivní a vinařská turistika v Česku je turistika zaměřena na zážitkovou gastronomii v oblasti vinařství a pivařství.
Mezi formy zážitkového cestovního ruchu lze zařadit i gastronomický cestovní ruch včetně jeho podmnožin, vinařského a pivního cestovního ruchu.

## Pivní turistika
Pivní turistika je forma cestovního ruchu, která může být definována jako návštěva pivovarů, pivních festivalů, na kterých se ochutnává pivo, a ostatních aktivit spjatých s pivem. Tato forma je úzce svázána i s pěší turistikou, cykloturistikou nebo návštěvou měst a jejich historických památek. Primárním motivem účastníků pivního cestovního ruchu jsou zážitky, jako jsou exkurze pivovarů spojené s poznáváním výroby piva, ochutnávkami piva, atmosférou pivních krčem nebo kulturními akcemi, které pivovary pořádají. Pivovary nabízejí nejen prohlídku výrobního provozu, ochutnávku a prodej sortimentu piv, ale provozují pro své návštěvníky i restaurace s ubytováním.

## Vinařská turistika
Vinařská turistika je forma cestovního ruchu, jejíž účastníci jsou motivováni poznáváním způsobu pěstování vína v tradičních vinařských oblastech, ochutnávkami vín, procítěním atmosféry vinařských sklípků, vináren, vinoték a nákupem archivních i nových vín.